# Giovanni Battista Tommasi
Giovanni Battista Tommasi (Cortona, 6 de octubre de 1731 - Catania, 13 de junio de 1805) fue un noble italiano  Gran maestre de la Orden de Malta de 1803 a 1805.
Nació en Cortona y con 12 años fue enviado a Malta para servir como paje del maestre Manuel Pinto da Fonseca. Con el tiempo se hizo marinero y llegó a jefe de la flota hospitalera
Era hijo cadete de una de las familias cortonesas más importantes que había donado doce caballeros a la orden desde el siglo XV. Vivió en su tierra natal hasta 1745 cuando fue a Malta para ser recibido en la Orden Gerosomilitano como paje del Gran Maestre Pinto de Fonseca, bajo la protección de sus tíos paternos y maternos. Cuarenta y nueve de sus cuadernos de navegación se conservan en el archivo de la casa de Tommasi , desde la primera Caravana de 1749 para llegar a la Campaña de 1784 en la que comandó la escuadra de barcos malteses al bombardeo de Argel, como Teniente General de Armas en el mar de El Gran Maestro, puesto militar más alto de la orden.
Después de cinco campañas realizadas como caravanista, primero supernumerario luego fijo, se convirtió en Insegna, luego en teniente, luego en segundo oficial y en 1760 Campitano tomó el mando de un Sciabecco, no muy grande pero rápido y bien armado barco que embarcó 250 hombres y apto para patrullaje costero. Después de una brillante carrera que lo vio primero como un simple caballero, se convirtió en comandante, alguacil y, finalmente, en Grand Cross. Fue Capitán del Pabellón de la Squadra y, finalmente, Teniente General de Armas en el Mar del Gran Maestre y Comandante de los Buques en 1783. En compensación por sus servicios disfrutó de la Commenda Fiorucci de Pietralunga en Umbría, de la de Modica y Randazzo en Sicilia, del de San Giovanni di Troia en Puglia, del Baliaggio de San Cassiano en Umbría y otros beneficios importantes.
En 1798 Napoleón Bonaparte invadió la isla de Malta, que más tarde fue ocupada por Gran Bretaña. El Gran Maestre Ferdinand von Hompesch zu Bolheim abdicó y los miembros de la orden se dispersaron por Europa agrupándose en buena parte en Rusia, donde eligieron al zar Pablo I como gran maestre, aunque el papa no lo reconoció como tal al ser cristiano ortodoxo y su hijo Alejandro I no quiso continuar con el maestrazgo “irregular” de su padre. La orden estaba dispersa y cada priorato propuso un candidato y en marzo de 1803, el papa Pío VII de entre todos eligió a Giovanni Battista Tommasi, recomendado por el rey de Nápoles y el zar.
Giovanni Battista Tommasi envió un requerimiento a los ingleses para que abandonasen Malta de acuerdo con el punto 10 del Tratado de Amiens y así poder instalarse en el Palacio de Gran Maestre de La Valletta. El primer comisario civil (gobernador) británico Alexander Ball le respondió en marzo de 1803 que la demora de algunas potencias europeas a reconocer la independencia de Malta autorizaba a Inglaterra a guardarla en depósito. Reconoció que el gran maestre de la orden habría podido instalarse en el Palacio Verdala pero mientras no estuviera amueblado, parecía útil sugerir al nuevo gran maestre instalarse provisionalmente en Sicilia, donde finalmente falleció en 1805.